# Ariolica triangulifera
Ariolica triangulifera är en fjärilsart som beskrevs av Moore 1888. Ariolica triangulifera ingår i släktet Ariolica och familjen trågspinnare. Inga underarter finns listade i Catalogue of Life.